# Joan Armatrading
Joan Anita Barbara Armatrading (Basseterre, 1950. december 9. –) angol énekesnő, dalszerző és gitáros.

## Pályafutása
Az évtizedek folyamán több különböző zenei stílusban alkotott, de főként a könnyedebb popzenét ötvözte a rock-, folk-, dzsessz- és reggae-elemekkel. Elsősorban az albumairól ismert, de megjelent pár – főként Angliában – ismert kislemezslágere is: „Love & Affection”, „Me Myself I” és „Drop the Pilot”.

## Diszkográfia
- Whatever's for Us (1972)
- Back to the Night (1974)
- Joan Armatrading (1976)
- Show Some Emotion (1977)
- To the Limit (1978)
- Me Myself I (1980)
- Walk Under Ladders (1982)
- The Key (1983)
- Secret Secrets (1985)
- Sleight of Hand (1986)
- The Shouting Stage (1988)
- Hearts and Flowers (1990)
- Square the Circle (1992)
- What's Inside (1995)
- Lullabies with a Difference (1998)
- The Messenger (a tribute song for Nelson Mandela) (1999)
- Lovers Speak (2003)
- Live — All the Way from America (2004)